# 有機的建築

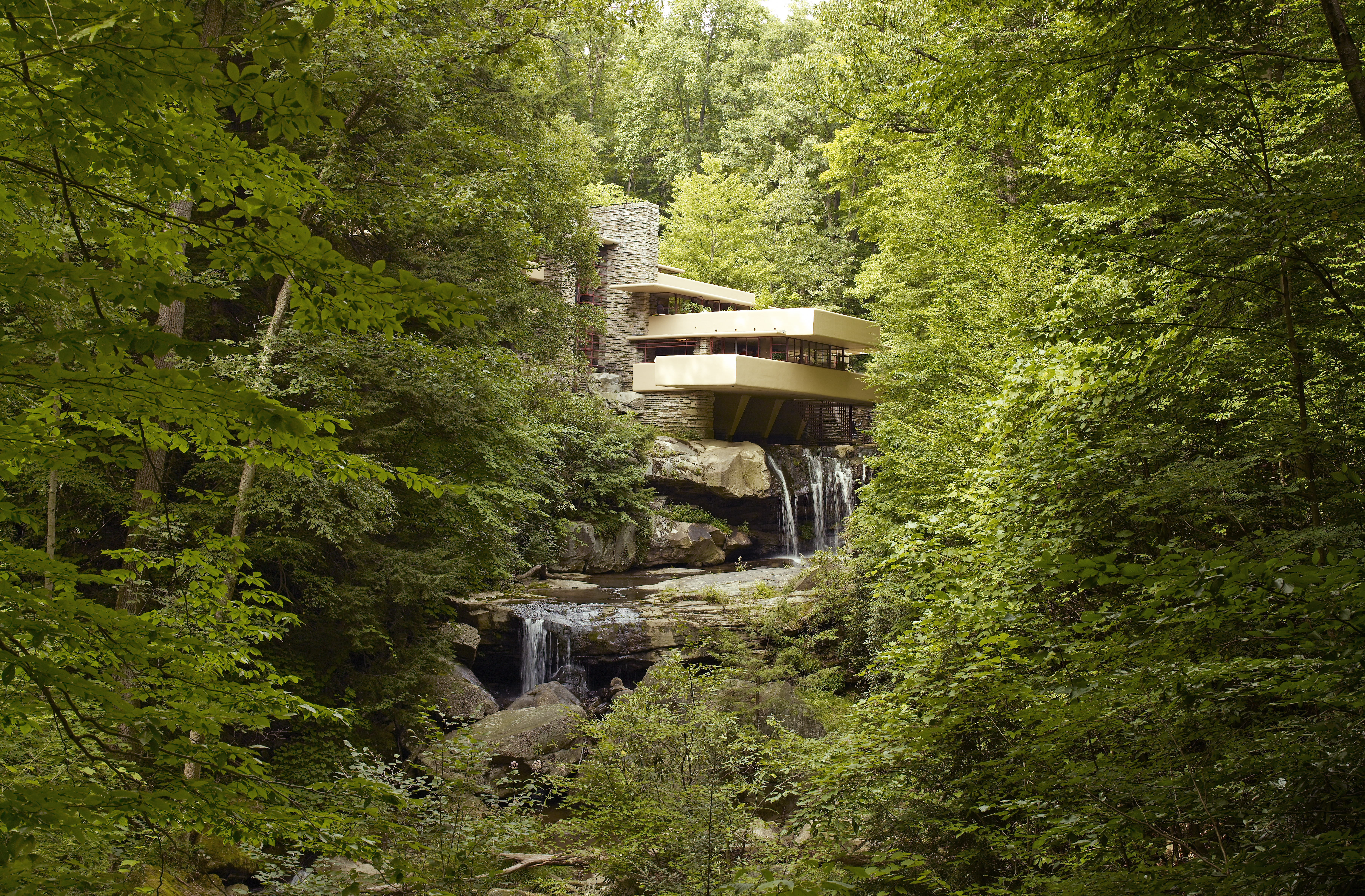
フランク・ロイド・ライトによる落水荘

有機的建築（ゆうきてきけんちく、Organic_architecture）とは、人間の生活と自然界との調和を図る建築哲学である。
建築物、家具、周辺環境が一体となり、相互に関連し合う構成となるように、敷地との調和を図りながら設計することで達成される。

## 歴史
「有機的建築」という言葉は、フランク・ロイド・ライト（1867-1959）の造語である。
私はこの場に立ち、みなさんの前で、有機的な建築について説き、有機的な建築こそが近代の理想であり、私たちが生命全体を見渡し、生命全体に奉仕するために必要な教えであると宣言する。過去、現在、未来のいずれかにおいて私たちに固定された先入観のない形を大切にするのではなく、常識、あるいは超常識に乗っ取って、素材の性質によって形を定めるという単純な法則を高く評価する。

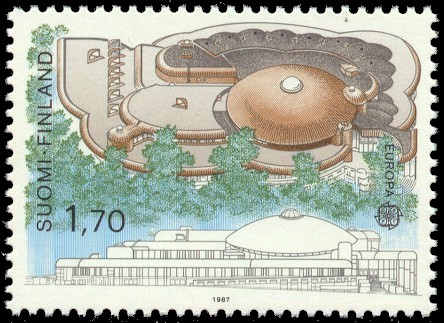
Reima PietiläとRaili Pietiläによるフィンランドのタンペレ中央図書館「Metso」をモチーフにした郵便切手。

有機的な建築は、包括的な性質を持つライトの設計プロセスにも通ずる。素材、モチーフ、そして基本的な秩序が、建物全体を通して繰り返される。有機的な建築とは、建築と自然との関係だけでなく、建築の設計があたかも一つの生命体のように慎重に考えられていることを意味する。
有機的な建築とは、建物のあらゆる要素をデザインすることでもあり、 窓から床、そして空間を満たすための個々の椅子まで、すべてが互いに関連し合い、自然界の共生的な秩序システムを反映することを理想とする。
アメリカやヨーロッパなどのモダニズム建築家たちは、建築がいかにして自然を模倣するかについて、互いに補完しあいながら、しばしば競合する見解を示していた。アメリカではルイス・サリバン、クロード・ブラグドン、ユージン・ツイ、ポール・ラフォリが、ヨーロッパではヒューゴ・ヘリング、アーサー・ダイソン、ハンス・シャロウン、ルドルフ・シュタイナーが代表的である。第二次世界大戦後、有機的な建築は、バックミンスター・フラーの作品に見られるように、サイバネティックで情報化された生活様式を反映することが多くなった。
建築家でありプランナーでもあるデイヴィッド・ピアソンは、有機的な建築をデザインするためのいくつかのルールを提案した。有機的な建築とデザインのための「ガイア憲章」として知られるこのルールは次のようなものである：
- 自然からインスピレーションを受け、持続可能かつ健康的、保全的、多様であること
- 有機体のように、内なる種から展開すること
- 「連続する現在」に存在し、「何度も何度も始まる」こと
- 流れに身を任せ、柔軟性と適応力を持つこと
- 社会的、物理的、精神的なニーズを満たすこと
- 「土地から生える」ように建ち、独自性を持つこと
- 若さ、遊び、驚きの心を大切にすること
- 音楽のリズムとダンスのパワーを表現すること

有機的な建築の代表例として、ライトはペンシルバニアの田舎町にあるカウフマン家のために設計した住宅「落水荘」を挙げることができる。ライトは、この広大な敷地に家を建てるにあたり、多くの選択肢の中から、滝と小川の真上に家を配置することを選び、水のせせらぎや急峻な敷地と密接に対話することを可能にした。石造りの水平の縞とベージュのコンクリートによる大胆なキャンティレバーは、自生する岩や森林の環境と調和している。
戦後ヨーロッパでは、ハンガリーのイムレ・マコヴェッツが有機的建築の最も著名な提唱者の一人であった。
現代においても有機的な建築を体現する作品は多くある。「有機的」という言葉の定義は、近年大きく変化してきている。建設や維持に多くの体積エネルギーを必要とする建設資材を避け、建物が自然に溶け込み、周囲の環境に馴染み、文化の連続性を反映している場合、それは「有機的」である。ストックホルムの地下鉄駅であるRådhuset駅では、形状に手を加えず自然のままの岩盤を露出させている。